# Tropasteron cleveland
Espèce
Tropasteron cleveland est une espèce d'araignées aranéomorphes de la famille des Zodariidae.

## Distribution
Cette espèce est endémique du Queensland en Australie. Elle se rencontre entre 500 et 560 m d'altitude sur le mont Cleveland.

## Description
Le mâle holotype mesure 4,12 mm et la femelle paratype 4,92 mm.

## Étymologie
Son nom d'espèce lui a été donné en référence au lieu de sa découverte, le mont Cleveland.

## Publication originale
- Baehr, 2003 : Tropasteron gen. nov. of the Asteron-complex (Araneae: Zodariidae) from tropical Queensland. Memoirs of Queensland Museum, vol. 49, no 1, p. 29-64 (texte intégral).